# Джон Крепс Вікліф Бекхем
Джон Крепс Вікліф Бекхем (англ. J. C. W. Beckham; 5 серпня 1869, Бардстаун — 9 січня 1940, Луїсвілл) — 35-й губернатором штату Кентуккі та сенатором США від Кентуккі. Він був першим всенародно обраним сенатором після прийняття сімнадцятої поправки.
Родом з видатної політичної родини, Бекхем був обраний кандидатом демократів, на заміну Вільяма Гебеля на виборах до губернаторів 1899 р., незважаючи на те, що під час кампанії йому тільки-но виповнилося 30 років, мінімальний вік для губернатора. Гебель програв вибори республіканцю Вільяма С. Тейлора, але Генеральна Асамблея Кентуккі заперечила результати виборів. Під час політичної суперечки невідомий вбивця застрелив Гебеля. Через день Генеральна Асамблея визнала недійсними достатньо голосів, щоб призначити Гебеля, який був мертвий. Тейлор стверджував, що вибори були вкрадені демократичною більшістю в Генеральній Асамблеї, і між ним та Бекхемом відбулася юридична боротьба за губернаторство. Врешті-решт, Бекхем переміг, і Тейлор втік із штату. Пізніше Бекхем виграв спеціальні вибори, щоб закінчити решту терміну Гебеля, оскільки минуло менше половини терміну, а в 1903 році вже розпочав управління за власним терміном.
Під час свого другого терміну на посаді губернатора в 1906 році Бекхем зробив заявку, що бажає стати сенатором США. Його позиція на користь заборони алкоголю коштувала йому голосів чотирьох партійців у його власній партії, і Генеральна Асамблея дала місце республіканцю Вільяму О. Бредлі, який був губернатором з 1895 по 99 роки. Через шість років Бекхем повторно виграв всенародні вибори, але він втратив свою кандидатуру на переобрання в 1920 році, значною мірою через протидію надання жінкам виборчого права.
Незважаючи на те, що він продовжував відігравати активну роль у державній політиці ще два десятиліття, він ніколи не повертався на виборні посади, програвши обидва губернаторські гонки у 1927 року (При підозрі на фальсифікацію виборців) і у своїй сенаторській кампанії в 1936 році. Помер у Луїсвіллі 9 січня 1940 року.
За його іменем названо округ Бекхем, штат Оклахома.

## Раннє життя
Народився у Вікленді, поблизу міста Бардстаун, окрун Нельсон, штат Кентуккі, син Вільяма Нестертона та Джулії Тевіс (Вікліф) Бекхем. Його дідусь по матері, Чарльз А. Вікліфф, був губернатором штату Кентуккі з 1839 по 1840 рік і служив генералом пошти в адміністрації Джона Тайлера. Його дядько, Роберт К. Вікліфф, виконував обов'язки губернатора Луїзіани .
Бекхем здобув ранню освіту в Академії Роузленд у Бардстауні. У 1881 році був пажем в палаті представників Кентуккі. Пізніше він поступив до Центрального університету (нині Університет Східного Кентуккі) в Річмонд, штат Кентуккі, але був змушений кинути школу в 17 років, щоб підтримати свою матір-вдову. Через два роки він став директором державних шкіл міста Бардстаун, з 1888 по 1893 рік.
Одночасно він вивчав право в Університеті Кентуккі, де здобув юридичну освіту в 1889 році. Був допущений до адвокатури і розпочав практику в Бардстауні в 1893 році. Також обіймав посаду президента Клубу молодих демократів графства Нельсон.

## Політична кар'єра
Політична кар'єрам Бекхема почалася в 1894 році, коли був обраний без опозиції до Палати представників Кентуккі. Відбув чотири терміни поспіль і був його спікером у 1898 році, його останній рік в палаті. Також був делегатом кожної Демократичної національної конвенції з 1900 по 1920 рр.

### Губернатор Кентуккі
Демократ Вільям Гебель вибрав Бекхема своїм напарником на виборах губернатора Кентуккі 1899 року. Гебель вагався з вибором, бо хотів, щоб хтось міг дати голос свого рідного округу на загальних виборах, а рідний округ Бекхема, Нельсон, вже був відданий кандидату-супернику. Однак друзі Гебеля запевнили його, що Бекхем буде лояльним до програми реформ Гебеля, але двоє інших чоловіків, які Гебель вважав, як товаришів по компанії, «укладуть проти нього комітети Сенату». Бекхему ще не було 30 років, мінімальний вік, щоб виконувати функції губернатора, на момент його вибору.
Гебель програв напружені вибори республіканцю Вільяма С. Тейлорау. Коли 2 січня 1900 року сесія Генеральної Асамблеї відкрилася, результати виборів були негайно оскаржені. Оскільки демократи контролювали обидві палати Асамблеї, результати, здавалося, точно змінять. Асамблея все ще обговорювалась 30 січня 1900 року, коли невідомий нападник застрелив Гебеля, коли той тільки увійшов до будівлі Капітолія. Наступного дня, коли Гебель лікувався від ран у місцевому готелі, Генеральна Асамблея визнала недійсними достатньо голосів, щоб дати йому посаду гкбернатора. У той же день Бекхем був приведений до присяги зі свого ліжка. Через три дні Гебель помер, так і не піднявшись з ліжка.
Законодавчий хаос настав, оскільки Тейлор відмовився визнати рішення Асамблеї та покинути пост губернатора. Республіканці в парламенті виконували накази Тейлора, але демократи ігнорували Тейлора і виконували накази їх керівництва. Нарешті, 21 лютого 1900 року Тейлор та Бекхем домовились дозволити судам вирішити це питання. Справа спершу пішла до окружного суду Луїсвілля, в якому переміг Бекхем. Республіканці звернулися до апеляційного суду Кентуккі, тоді суду останньої інстанції в штаті. 6 квітня 1900 року Апеляційний суд підтримав постанову нижчої інстанції. Тейлор звернувся до Верховного суду США, який відмовився слухати справу 21 травня 1900 року. Єдиним прихильником Тейлора на суді був Джон Маршалл Харлан з Кентуккі.
Після рішення Верховного суду Тейлор втік в Індіанаполіс, штат Індіана, побоюючись, що його обвинувачують в причетності до вбивства Гебеля. Бекхем став виконуючим обов'язки губернатора, але через незвичні обставини виборів 6 листопада 1900 р. були проведені спеціальні вибори, щоб визначити, хто завершить невиконаний термін Гебеля. Бекхем, тепер уже повнолітній, переміг на виборах над республіканцем Джоном Йеркесом менш ніж на 4000 голосів. Невдовзі Бекхем одружився з Жаною Рафаель Фукуа, з Овенсборо. У пари було двоє синів.
Будучи губернатором, Бекхем прагнув об'єднати свою партію і штат щоб ті підтримали зміни до відверто-партизанського виборче законодавство Гебеля, який був написаний його покійним партнером, коли той був членом Генеральної Асамблеї. Він наголосив на суперечливих проблемах, таких як: покращення доріг та освітньої системи штату. Він рекомендував прийняти закон для встановлення єдиних цін на шкільні підручники, реформу, яку він і Гебель відстоював під час губернаторської кампанії. Однак його пасивне керівництво запевнило, що Генеральна Асамблея зробила мало для вирішення своєї проблеми. Єдиними основними законодавчими актами, прийнятими під час терміну Бекхема, було підвищення податків, що додало півмільйона доларів на доходи штату та законодавство про дитячу працю, яке забороняло дітям до чотирнадцяти років працювати без згоди батьків.

### Другий термін
Хоча Конституція Кентуккі забороняла губернаторам відбувати терміни поспіль, Бекхем оголосив, що буде домагатися повного терміну на посаді губернатора в 1903 році. Його кандидатура була оскаржена в суді, але суд постановив, що Бекхем не відбув повний перший термін, і тому він мав право балотуватися. Його звіт про примирення та підтримку безспірних реформ запобігли значному протистоянню, коли він переміг у висуванні партії. Звіт також позбавив його опонента-республіканця, Морріса Б. Белнаппа, будь-якого значного виборчого питання на загальних виборах. Бекхем переміг Белканапа і трьох другорядних кандидатів.

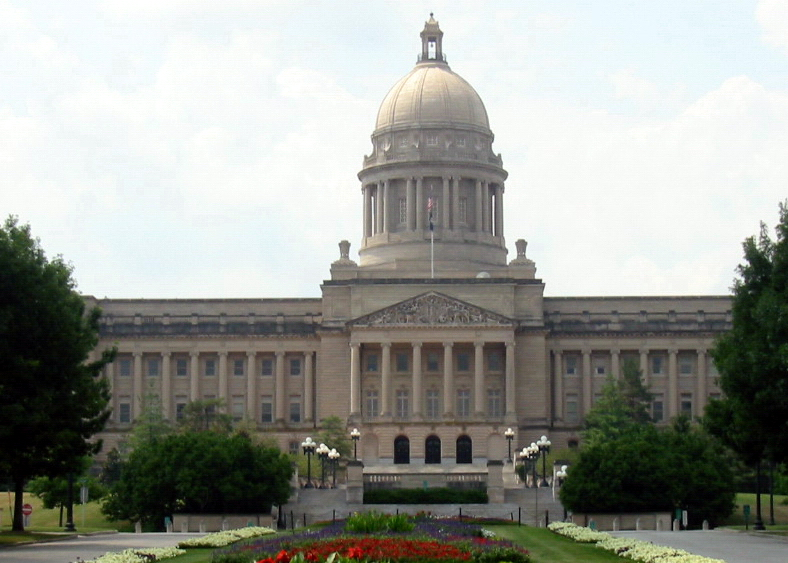
Кошти були виділені на будівництво нинішнього Капітолію штату Кентуккі під час другого терміну Бекхема.

У своєму посланні до парламенту в 1904 році Бекхем знову підняв питання про єдиний закон про шкільні підручники, який не було прийнято протягом його першого терміну. Закон був однією з небагатьох значущих реформ, які пройшли під час сесії 1904 року. Також під час сесії було затверджено кошти на будівництво нової будівлі Капітолію та меморіалу покійному губернатору Гебелю.
У березні 1904 року Бекхем підписав закон про день, який зобов'язував расову сегрегацію в усіх школах Кентуккі. Коледж Береа, приватний коледж у східному штаті Кентуккі, який був інтегрований з 1850-х років, негайно подав позов для оскарження закону. Його позов був підтриманий в судовому засіданні та Апеляційному суді Кентуккі. Коледж Береа звернувся до Верховного суду, який у 1908 р. ухвалив рішення, у справі Коледжа Бареа проти штату Кентуккі, на користь штату. Знову лише Гарлан був невдоволений.
Поблизу закінчення сесії 1904 року законодавці схвалили створення округу Бекхем з частин округ Картер, Елліотт та Льюїс. Оліве-Гілл стало окружним центром. Незабаром, існування округу було оскаржено в суді на підставі того, щоб він не перевищував 400 квадратних миль (1000 км²), зазначених конституцією штату, і щоб зменшити округи, з яких він був вирізаний, щоб він був менше 400 квадратних миль (1000 км²). Округ Картер приєднався до позову, стверджуючи, що кордон округу Бекхем пройшов занадто близько до Грейсона, резиденції округу Картер, та до Вансбурга, резиденції округу Льюїс. Конституція штату забороняла проходити межі округу в межах 10 миль (16 км) округу. 29 квітня 1904 року Апеляційний суд Кентуккі визнав на користь позивачів і розпустив округ Бекхем.
Під час сесії законодавства 1906 року Бекхем закликав розслідувати та притягнути до кримінальної відповідальності корумповані страхові компанії, надихаючись діями адвоката Нью-Йорка Чарльза Еванса Х'юза. Зокрема, він рекомендував зменшити практику відстрочених дивідендів, що дозволило страховим компаніям тримати великі запаси готівки на руках у незаконних цілях. Він також виступав за те, щоб страхові компанії, що ведуть бізнес у державі, вимагали вкласти певний відсоток від свого заробітку в Кентуккі для активізації економіки штату та надання страхувальникам певного захисту від шахрайства.
Бекхем відмовився направляти війська у західну частину штату, щоб вгамувати триваючі «тютюнові війни» Чорного Патча. Він назвав конституційні причини своєї відмови, але, швидше за все, його причини були політичними. Демократи домінували в регіоні, і він хотів уникнути ускладнень стосунків зі власною партією.
Зібравши з федерального уряду кілька старих боргів за громадянську війну США, Бекхем також практично ліквідував борги штату. Підбадьорений поліпшенням фінансів штату, Генеральна Асамблея проголосувала за розширення двох педагогічних коледжів штату: Західного державного педагогічного коледжу в Боулінг-Гріні (згодом Університет Західного штату Кентуккі) та Східного державного педагогічного коледжу в Річмонд (згодом частина Східного університету Кентуккі).
Маючи успішну сесію з легалізації, у червні 1906 року Бекхем зробив сміливий політичний крок. Він організував зусилля, щоб встановити Демократичні губернаторські та сенаторські праймеріз у листопаді, за повний рік до губернаторських виборів і за два роки до сенаторських виборів. Бекхем хотів місце в Сенаті, і якщо вибори в партії будуть перенесені на два роки, він може забезпечити висування своєї партії, поки він ще губернатором. Він також міг використати свій вплив як губернатора, щоб перешкодити вибору партії свого потенційного наступника на посаду губернатора. Державний ревізор Семюел Вілбур Гагер був вибором Бекхема для губернатора і легко виграв праймері над претендентом Н. Б. Хейсом. Колишній губернатор Джеймс Б. МакКрірі кинув виклик Бекхему за сенаторську номінацію, але Бекхем переміг більш ніж на 11 000 голосів.

### Сенатор США
Термін Бекхема на посаді губернатора закінчився 10 грудня 1907 року. У січні 1908 року він зіткнувся з законодавчим зібранням, як кандидат від демократів за місце в Сенаті США в результаті праймері виборів, які відбулися два роки тому. Республіканці висунули колишнього губернатора Вільяма О. Бредлі. У першому голосуванні Бекхем забезпечив 66 необхідних з 69 голосів; Бредлі отримав 64 голоси. Сім демократів не проголосували за Бекхема. Протягом наступних шести тижнів було прийнято ще 25 голосів, при цьому жодна людина не забезпечила більшості, хоча Віктор Дженнінгс Брайан, кандидат від демократів у президенти, агітував за Бекхема. Деякі демократи чинили тиск на Бекхема, щоб він покинув вибори і дозволити більш підхожому демократу балотуватися, але він відмовився. На 29-му голосуванні, проведеному наприкінці лютого 1908 року, Бредлі, нарешті, досягнув більшості, після того як чотири демократи перейшли партійну лінію, щоб проголосувати за нього.
Запекла підтримка заборони алкоголю Бекхема, ймовірно, коштувала йому виборів. Так він почав протистояння з Генрі Уоттерсону, редактору потужного журналу «Кур'єрський журнал» Луїсвілль". Як губернатор, Бекхем порушив інтереси алкоголю та політичну машину в Луїсвіллі . Коли Апеляційний суд Кентуккі визнав недійсними результати муніципальних виборів Луїсвілля за втручання в місто «кільця віскі» у травні 1907 року, Бекхем призначив Роберта Уорта Бінгема, молодого адвоката та пробіціоніста, тимчасовим мером до виборів, які могли бути проведені в листопаді. Бінгем ліквідував щеплення у відділенні поліції, закрив гральні будинки та застосував «сині закони», які закривали салони у неділю. Тому «кільце віскі» оголосило, що Бекхем втратив підтримку законодавців Луїсвілля. На сенаторських виборах 1908 року троє з чотирьох демократів, які голосували проти Бекхема, були з Луїсвілля. Після поразки Бекхем повернувся до своєї юридичної роботи.
Через шість років Бекхем знову спробував завоювати місце в Сенаті. Ухвалення сімнадцятої поправки означало, що Сенат більше не буде обиратися законодавчою владою, а натомість шляхом всенародного голосування.
Бекхем переміг Августа О. Стенлі в праймері демократів, 12-річного ветерана Палати представників . Кандидатом від республіканців був колишній губернатор Август Е. Вілсон. Підтриманий президентом Вудро Вільсона, Бекхем переміг на виборах, маючи 32 000 голосів.
Бекхем обіймав посаду голови сенатського комітету з питань витрат у Міністерстві праці США з 1915 по 1917 рік та в Сенатському комітеті з військових питань. На останній посаді він мав великий вплив на забезпечення двох великих військових навчальних таборів для Кентуккі: Кемп Захарі Тейлор та Форт Нокс. Хоча табір Закарі Тейлор був покинутий після Першої світової війни, Форт Нокс став дімом депозитарію злитків США.
Після вступу США до Першої світової війни Бекхем продовжував підтримувати Вілсона і пізніше підтримував Лігу Націй.
Бекхем підтримав ухвалення Вісімнадцятої поправки, яка прийняла сухий закон в Сполучених Штатах. Поправка була ратифікована і набула чинності в січні 1920 року. Вважаючи, що жінок слід захищати від участі в політиці, Бекхем виступив проти дев'ятнадцятої поправки, яка передбачала виборче право жінок. Поправка провалилась 10 лютого 1919 року, Але була прийнята 4 червня 1919 року. Бекхем обидва рази проголосував проти.
Демократи переназначили Бекхема, бо той не мав опозиції, в 1920 році. Його опонентом на загальних виборах був республіканець Річард П. Ернст. Сухий закон знищила перегону промисловість та салонний бізнес у штаті, і в тих областях, на які ці галузі були відомими, Бекхем отримав більш ніж на 5000 менше голосів, ніж кандидат в президенти за демократичну партію Джеймс М. Кокс . Він також постраждав від того, що не підтримував виборче право жінок, і від своєї підтримки Вілсона, який втратив популярність після обрання Бекхема в 1914 році. Ернст переміг на виборах менше ніж на 5000 голосів, вигравши гонку з 50,3 % голосів проти Бекхема 49,7 %.
Під час свого єдиного терміну в Сенаті Бекхем працював разом з трьома іншими сенаторами США з Кентуккі: Оллі М. Джеймсом, Джорджем Б. Мартіном та Августом О. Стенлі .

## Пізнє життя
Після закінчення його терміну в сенаті Бекхем відновив свою юридичну практику в Луїсвіллі. Він шукав чергового терміну на посаді губернатора в 1927 році. Цього разу він мав підтримку журналу «Кур'єрський журнал» Луїсвілль", який придбав його союзник, Роберт Бінгем. Йому протистояла потужна політична машина, відома під назвою Жокей-клуб, головним інтересом якого було забезпечення законодавства, яке дозволило б робити ставки на кінні перегони в штаті.
Жокейний клуб висунув своїх кандидатів на праймері в обох партіях. У демократичній першості Бекхем переміг відносно невідомого кандидата від Клубу, Роберта Т. Кроу. Флем Д. Сампсон, висуванець Клубу в республіканській партії, переміг у номінації своєї партії. На загальних виборах Бекхем не зміг заручитися підтримкою губернатора демократів Вільяма Дж. Філдса, який був обраний за підтримки Жокейного Клубу. Незважаючи на те, що демократи вигравали всі інші голосування, в тому числі, заступника губернатора, Бекхем програв Сапсону понад 32000 голосів, з підозрою у фальсифікації виборів, але так це й не було доведено. Підраховано, що Клуб витратив понад 500 000 доларів на його перемогу.
Очікувалося, що Бекхем буде кандидатом демократів на посаду губернатора в 1935 році, але смерть його сина в кінці 1934 року підірвало його моральний стан, і його дружина виступила проти чергової кампанії. Демократи звернулися до Альберта Бенджеміна «Веселий» Чендлера з Хендерсона, який переміг на виборах. Бекхем підтримав кандидатуру Чендлера, а натомість він призначив його член Комісії з питань державної служби в Кентуккі в 1936 році. Бекхем також був членом Комісії з питань регулювання бізнесу та очолював Державну комісію з реорганізації уряду.

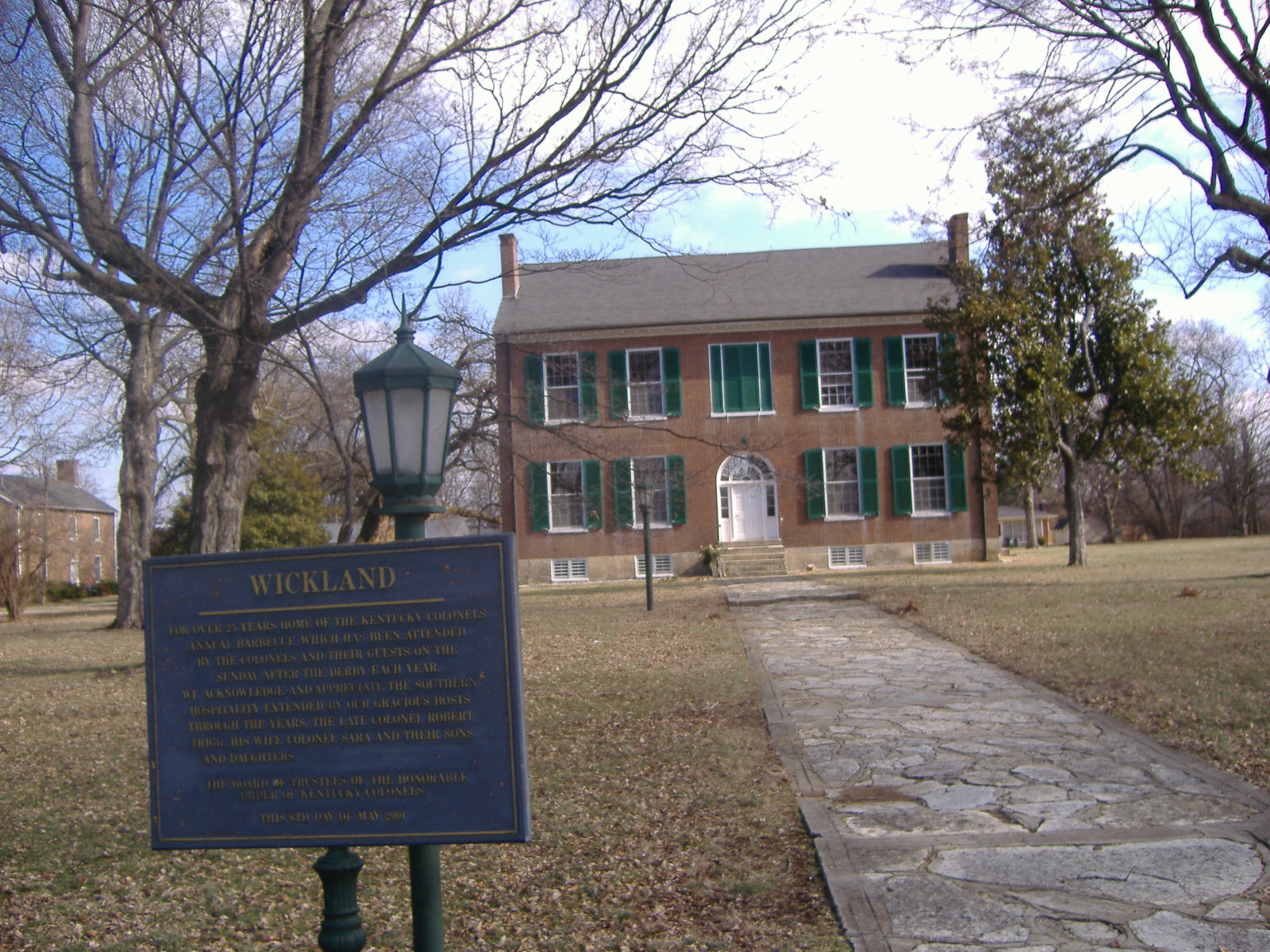
Вікленд, батьківщина Бекхема, знаходиться в Національному реєстрі історичних місць

Бекхем намагався повернутися до Сенату в 1936 році. Голова Жокейного Клубу Джеймс Б. Браун втратив свій вплив після розвалу його банківської імперії в 1930.
У 1933 році союзник Бекхема, Бінгем, був призначений послом у Суді Сент-Джеймса в Лондоні, що збільшило його відомість і його вплив. Бекхем також користувався підтримкою Об'єднаних робітників шахт і міського голови Луїсвілля Невіллем Міллером. Проте гонка була складною через вступ Джона Й. Брауна, представника демократичних сил США та колишнього спікера Палати представників Кентуккі. Він погодився підтримати кандидатуру Чендлера на губернаторство в обмін на підтримку Чандлера в його балотуванні до Сенату. Однак, Чендлер так і не підтримав Бекхема, і поки Браун не зміг завоювати місце без підтримки Бінгема і Чандлера, він набрав 85 000 голосів, більшість з яких за рахунок Бекхема. Демократ М. М. Логан залишив місце депутата маючи 2385 голосів.
Бекхем помер у Луїсвіллі 9 січня 1940 р. І був похований на кладовищі у Франкфорті, штат Кентуккі. Округ Бекхем, штат Оклахома, було названо на його честь за пропозицією жителів Кентукі, який служив делегатом конституційної конвенції Оклахоми в 1907 році. Вікленд, його батьківщина, було внесено до Національного реєстру історичних місць 16 лютого 1973 року.

## Дивитися також
- Тейлор проти Бекхем